# Sebastian Jan Piskorski
Sebastian Jan Piskorski (ur. 1636, zm. 18 sierpnia 1707) – prawnik, poeta, kaznodzieja, pisarz religijny, architekt, rektor Akademii Krakowskiej w latach 1693–1699.

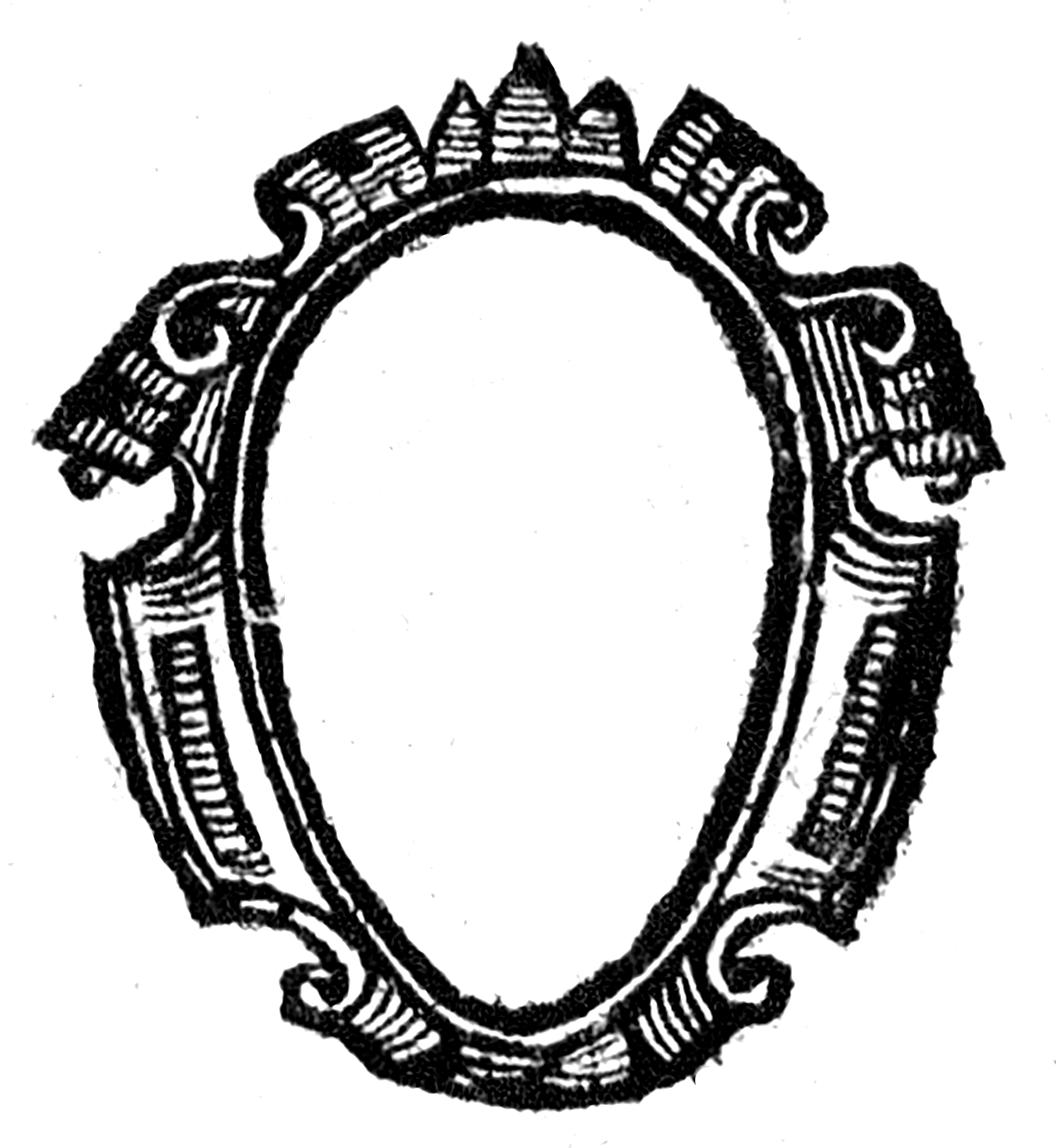
Herb doktorski Sebastiana Piskorskiego – Puste Pole z dewizą Depingere fas est

## Życiorys
Sebastian Piskorski, syn Marcina, urodził się w 1636 w Skawinie, jego wujem był Wojciech Łańcucki. W 1660 ukończył studia na Akademii Krakowskiej uzyskując stopień bakałarza. W roku 1664 został magistrem sztuk i doktorem filozofii, a następnie objął stanowisko profesora Szkół Nowodworksich. W zbliżonym czasie podjął też pracę domowego nauczyciela synów Franciszka Szembeka, co pozwoliło mu nawiązać kontakty w kręgach magnaterii. W 1688 został przyjęty do Kolegium Mniejszego i wydał z tej okazji zwyczajową kwestię, poświęconą  właściwości powstawania substancjalnego w ujęciu arystotelesowsko-tomistycznym. W 1671 Piskorski wyjechał do Włoch, gdzie uzyskał doktorat z prawa na rzymskiej Sapienzy, co prawdopodobnie było uwieńczeniem studiów podjętych jeszcze w Krakowie. Piskorski był z powrotem w Krakowie 19 września 1672, kiedy to przedstawił kolejną krótką kwestię, w której dowodził, że świeccy za przestępstwa przeciw Kościołowi mogą być pozywani, sądzeni i skazywani przez sądy kościelne. Wkrótce potem został oddelegowany do Poznania, gdzie od 12 listopada 1672 do 3 października 1675 pełnił funkcję dyrektora Akademii Lubrańskiego i prowadził tam wykłady z prawa. Po kolejnym powrocie do Krakowa, w 1676 przyjął święcenia kapłańskie i objął stanowisko kaznodziei oraz spowiednika krakowskich klarysek, z którymi pozostał związany do końca życia. W następnym roku zakonnice powierzyły mu prebendę w Grodzisku. W zbliżonym czasie wrócił też do służby dworskiej jako nauczyciel synów wojewody wileńskiego Michała Kazimierza Radziwiłła i Katarzyny z Sobieskich – Jerzego Józefa, późniejszego wojewody trockiego, i Karola Stanisława, który doszedł do godności kanclerza wielkiego litewskiego, a potem także ich kuzyna Jakuba Sobieskiego.
W 1683 Piskorski wrócił do Krakowa, gdzie nostryfikował dyplom z prawa, podjął pracę na uniwersytecie i zasiadał w sądzie konsystorskim. 4 listopada tego roku, już jako kanonik wieluński i archidiakon krakowskiej kolegiaty Wszystkich Świętych, otrzymał miejsce w Kolegium Prawniczym, a wydarzenie to zostało uświetnione gratulacyjnymi panegirykami przez Rafała Kazimierza Arteńskiego i Stanisława Bieżanowskiego. Z tej okazji Piskorski wydał też swoją największą pracę naukową. Rozważania poświęcone pięciu problemom z zakresu dziedziczenia uczony poprzedził obszernym wstępem zawierającym przystępne objaśnienie najważniejszych zagadnień i tabele ilustrujące stopnie pokrewieństwa, a także opatrzył bardzo licznymi odnośnikami do przepisów i opracowań nadając pracy charakter zwięzłej syntezy prawa spadkowego. W 1686 Piskorski otrzymał uniwersyteckie probostwo w Luborzycy, a dwa lata później, dzięki Szembekom, otrzymał parafię w Żębocinie. W 1689 Piskorski wraz z teologiem Marcinem Winklerem i filozofem Franciszkiem Tokarskim został wyznaczony do opieki nad ociemniałym Bieżanowskim, powołanym na stanowisko uniwersyteckiego historiografa. 24 października 1692 Piskorski został kanonikiem katedry krakowskiej, a 1 grudnia tego roku wyznaczono go do kierowania pracami przy budowie kościoła św. Anny, czym zajmował się do jego konsekracji w 1703. Od 1692 był też podkanclerzym wydziału prawa, a przynajmniej od 1694 wszystkich czterech wydziałów. Ponadto w latach 1695–1700 był prowizorem Szkół Nowodworskich, a w latach 1693–1695 i 1698–1699 sześciokrotnie pełnił funkcję rektora uniwersytetu. Pełniąc ten urząd Piskorski przeprowadził reformę podległych uniwersytetowi szkół niższego szczebla, zlecając ich wizytację, a następnie wprowadzenie jednolitych przepisów dotyczących regulaminu i programu nauczania, które wydano drukiem.
W 1703 Piskorski poważnie zachorował. Stało się to prawdopodobnie przed 17 maja 1703, gdyż tego dnia sporządził testament, w którym prosił akademię o złożenie jego zwłok w krypcie pod kaplicą św. Józefa w kościele św. Anny. Dwa lata później stracił wzrok, 11 sierpnia 1707 sporządził kodycyl testamentu, w którym zawarł szczegółowe wskazówki na temat pogrzebu i rozdysponował majątek, obdarowując m.in. kościoły w Skawinie oraz dzieci sióstr i brata. Zmarł najprawdopodobniej 17 sierpnia 1707.

## Twórczość literacka

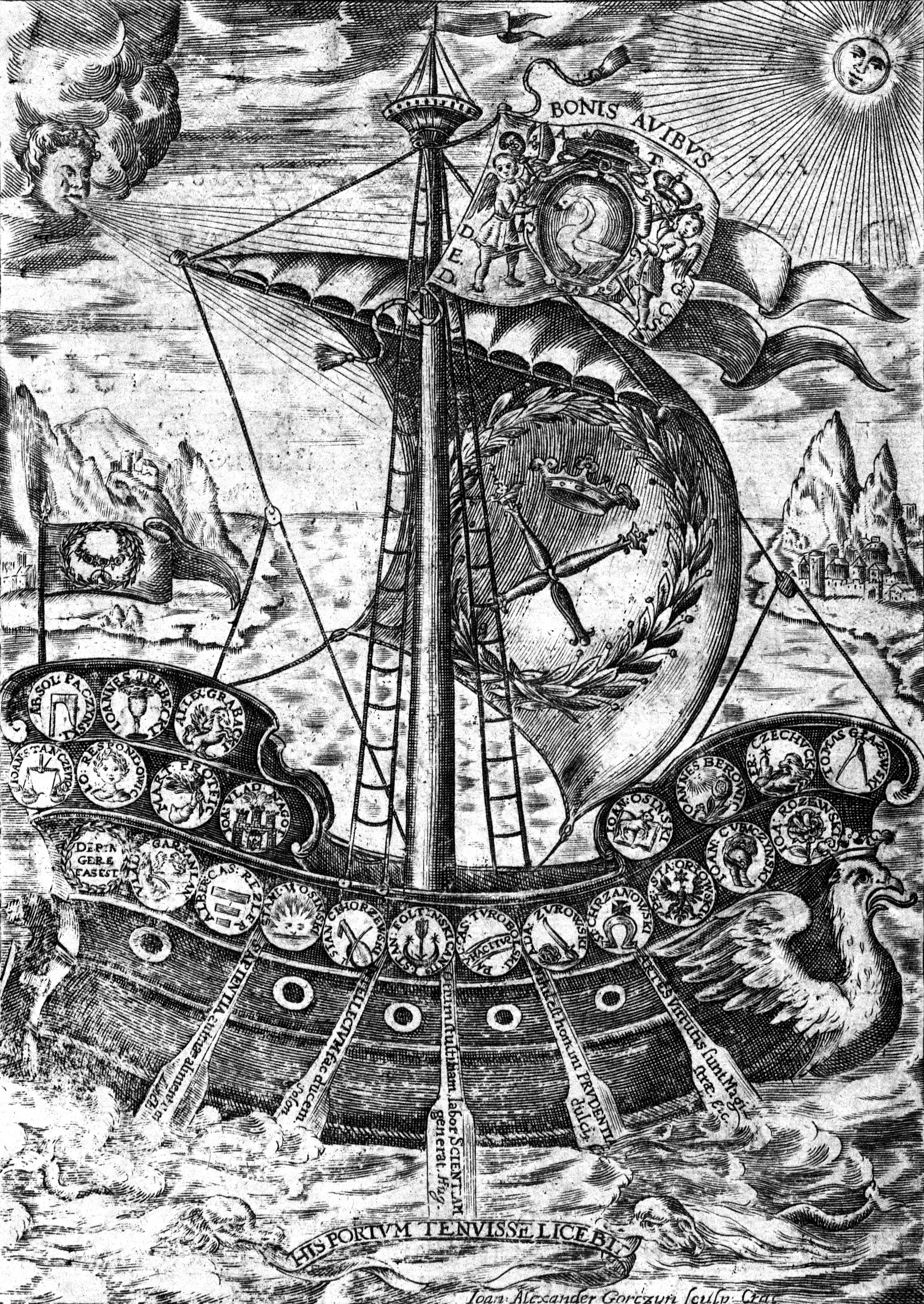
S. Piskorski, Argo Sarmatica, 1664, frontyspis, rycina J.A. Gorczyna

Piskorski zadebiutował w 1660 zbiorkiem wierszy, wydanym zwyczajowo z okazji promocji. Złożyły się na niego zgrabne i różnorodne utwory, w których autor skojarzył siedmiu kolegów z muzami. Pod koniec roku 1661 Piskorski wydał imieninowy panegiryk dla sufragana krakowskiego Mikołaja Oborskiego, a w styczniu 1664 opublikował trzy pieśni żałobne poświęcone ks. Janowi Fugaszowicowi, zasłużonemu dla świątyń w okolicach Skawiny. W tymże roku Piskorski został też autorem zbioru panegiryków ku czci kolegów, którzy zostali wraz z nim promowani na doktorów filozofii. Zgodnie z uniwersyteckim zwyczajem traktowania promocji jako nadania szlachectwa mają one charakter heraldyczny. Do zbioru dołączono też utwór ku czci samego Piskorskiego autorstwa Władysława Nagotha, który ułożył dla niego herb ukazujący pustą tarczę z Dewizą „Depingere fas est”, wyjaśniając, że jest to pole, które może być wypełnione dowolnym malowidłem i robiąc w ten sposób aluzję do zainteresowań artystycznych Piskorskiego. Całość poprzedza symboliczna rycina frontyspisowa.
W 1665 Piskorski uczcił ingres Stefana Wierzbowskiego do katedry poznańskiej zbiorem wierszy, które przez skojarzenie z podkową w jego herbie opisują zasługi biskupa jako rydwan Apollina i zaprzężone do niego rumaki. Poszczególne utwory są udanym popisem kompozycji w różnych metrach, a każdy kończy się wierszem obrazowym w kształcie obelisku – mety, ponieważ inauguracyjne wejście biskupa do kościoła zostało porównane do wyścigu na hipodromie. W następnym roku poeta ułożył krótką odę z okazji położenia kamienia węgielnego pod krakowski kościół Reformatów, którą wydał ze wstępem sławiącym swego protektora Franciszka Szembeka – głównego fundatora budowli. Podczas sejmu koronacyjnego Michała Wiśniowieckiego, który odbywał się w Krakowie jesienią 1669 roku Piskorski przygotował i wystawił z uczniami Szkół Nowodworskich monumentalny spektakl historyczny pt. Eleutheria Polonis semper celebrata najprawdopodobniej własnego autorstwa, które jest znane z zachowanego programu. Było to rozbudowane widowisko w pięciu aktach rozdzielonych pieśniami chóru i symbolicznymi scenami baletowymi, opowiadające o legendarnych dziejach Polski od czasów Lecha do mającej się rozpocząć ery Wiśniowieckiego.
W latach 80. Piskorski przetłumaczył wielką kompilację żywotów pustelników wschodnich, której autorstwo wiązano ze św. Hieronimem. Licząca przeszło 1800 stron książka, będąca jego największą pracą literacką, ukazała się w 1688 kosztem Katarzyny z Sobieskich Radziwiłłowej. W 1691 ukończył najważniejsze prace w Grodzisku i wydał żywot bł. Salomei połączony z przewodnikiem po sanktuarium. Bogato ilustrowana pierwsza część tej książki, zatytułowana Flores vitae B. Salomeae virginis, czyli Kwiecie żywota b. Salomei panny, składa się z 24 Kwiatów opisujących wydarzenia z życia błogosławionej. Część druga, pod tytułem Flosculi Sacrae Eremi B. Salomeae Virginis in Lapide S. Mariae, czyli Kwiatki Świętej Pustynie b. Salomei Panny na skale ś. Mariej, to zbiór tyluż Kwiatków opisujących elementy założenia w Grodzisku oraz jego dzieje i otoczenie. Część pierwszą autor zadedykował królewnie Teresie Kunegundzie Sobieskiej, drugą zaś ksieni krakowskich klarysek – Ludwinie Salomei Zamoyskiej. W tym samym roku opublikował też trzy kazania o św. Kindze, zadedykowane ksieni sądeckiej Konstancji Jordanównie.
Piskorski głosił też liczne kazania – m.in. na pogrzebie biskupa Jana Małachowskiego, a także u krakowskich wizytek, z okazji profesji Konstancji Wodzickiej w 1695 oraz obłóczyn Heleny Opackiej w 1698, a także u karmelitanek bosych na prymicjach ks. Ludwika Szembeka. Pod koniec życia wydał obszerny zbiór wcześniejszych kazań, będący podsumowaniem jego doświadczeń homiletycznych i poglądów teologicznych, a także świadectwem dużej popularności jako mówcy. Administrując uniwersytetem, Piskorski wprowadził zwyczaj układania przez nowo promowanych doktorów filozofii wierszowanych oracji na zadany temat. W latach 1696–1702 ukazały się ich cztery zbiory, poświęcone świętym patronom Polski, cudownym wizerunkom Matki Boskiej, słynącym łaskami krucyfiksom oraz dobrodziejom uniwersytetu.

## Działalność artystyczna

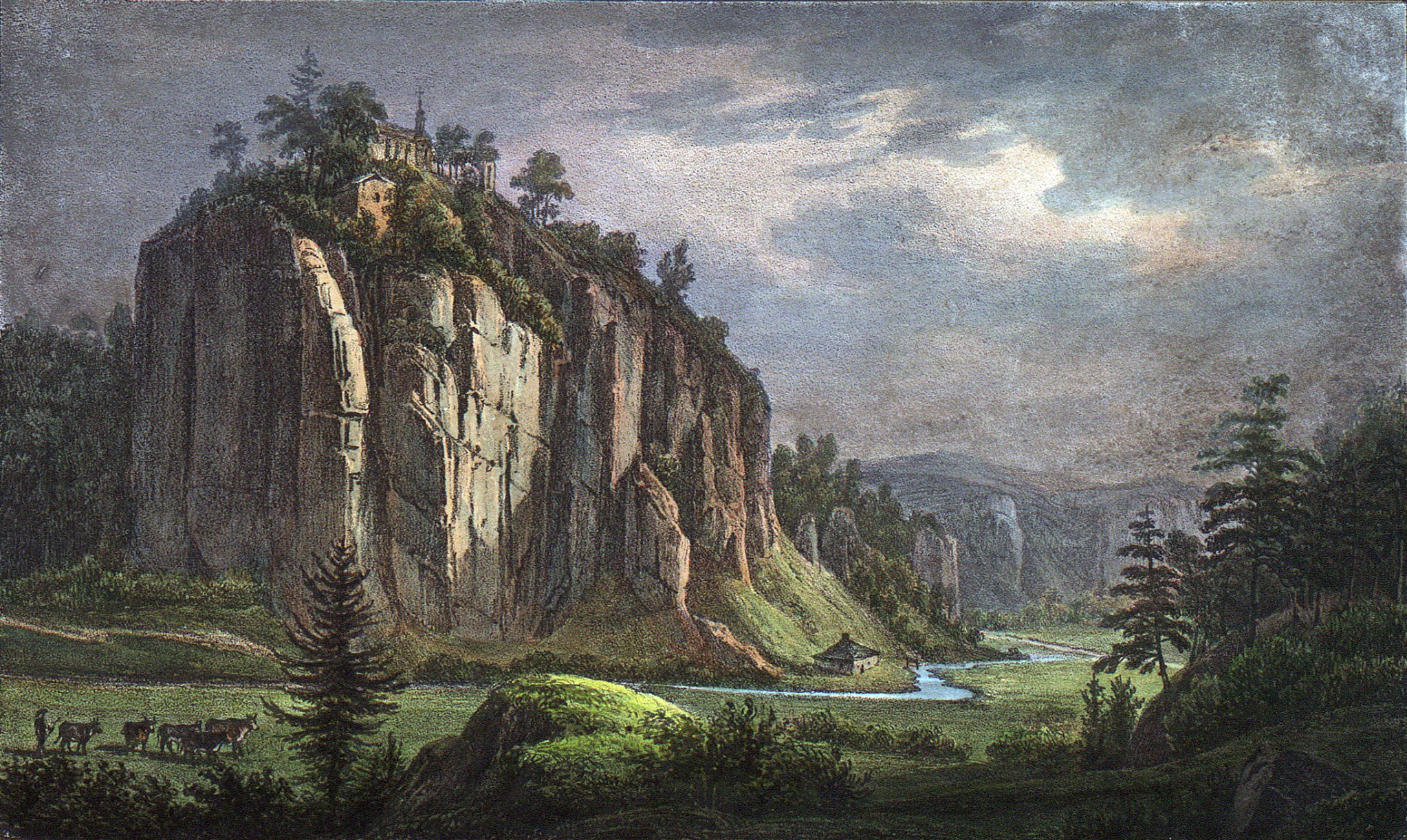
Grodzisko widok na założenie pielgrzymkowe, ok. 1836, litografia Godefroy Engelmanna wg rys. Jana Nepomucena Głowackiego

Panegiryk herbowy pozwala przypuszczać, że Piskorski od wczesnej młodości interesował się sztuką. Okazją do rozwinięcia tych zainteresował był pobyt w Rzymie, gdzie przyszły rektor mógł bezpośrednio poznać dzieła Gianlorenza Berniniego i innych ówczesnych artystów. Doświadczenia te wykorzystał po powierzeniu mu przez krakowskie klaryski prebendy w Grodzisku, gdzie w latach 1677–1691 zrealizował ambitne założenie pielgrzymkowe, poświęcone błogosławionej Salomei. Złożona symbolika zespołu figur i kaplic wiąże się ściśle z wydanym przez Piskorskiego żywotem klaryski, który zilustrowano wybitnymi artystycznie rycinami autorstwa Jerzego Eleutera Szymonowicza Siemiginowskiego. W latach 1688–1690 Piskorski przebudował też kościół w Żębocinie. Ze względu na te doświadczenia w 1692 powierzono mu kierownictwo prac przy budowie kościoła św. Anny, które prowadził jako prowizor i konceptor do ukończenia w 1703. Do pierwszej z tych funkcji należała organizacja strony finansowej przedsięwzięcia, gromadzenie materiałów budowlanych oraz angażowanie wszystkich wykonawców, a druga polegała na ułożeniu programu treściowego dekoracji malarskiej i rzeźbiarskiej. W podobnym charakterze Piskorski wziął też udział w przekształceniu kościołów klarysek w Krakowie i Starym Sączu.

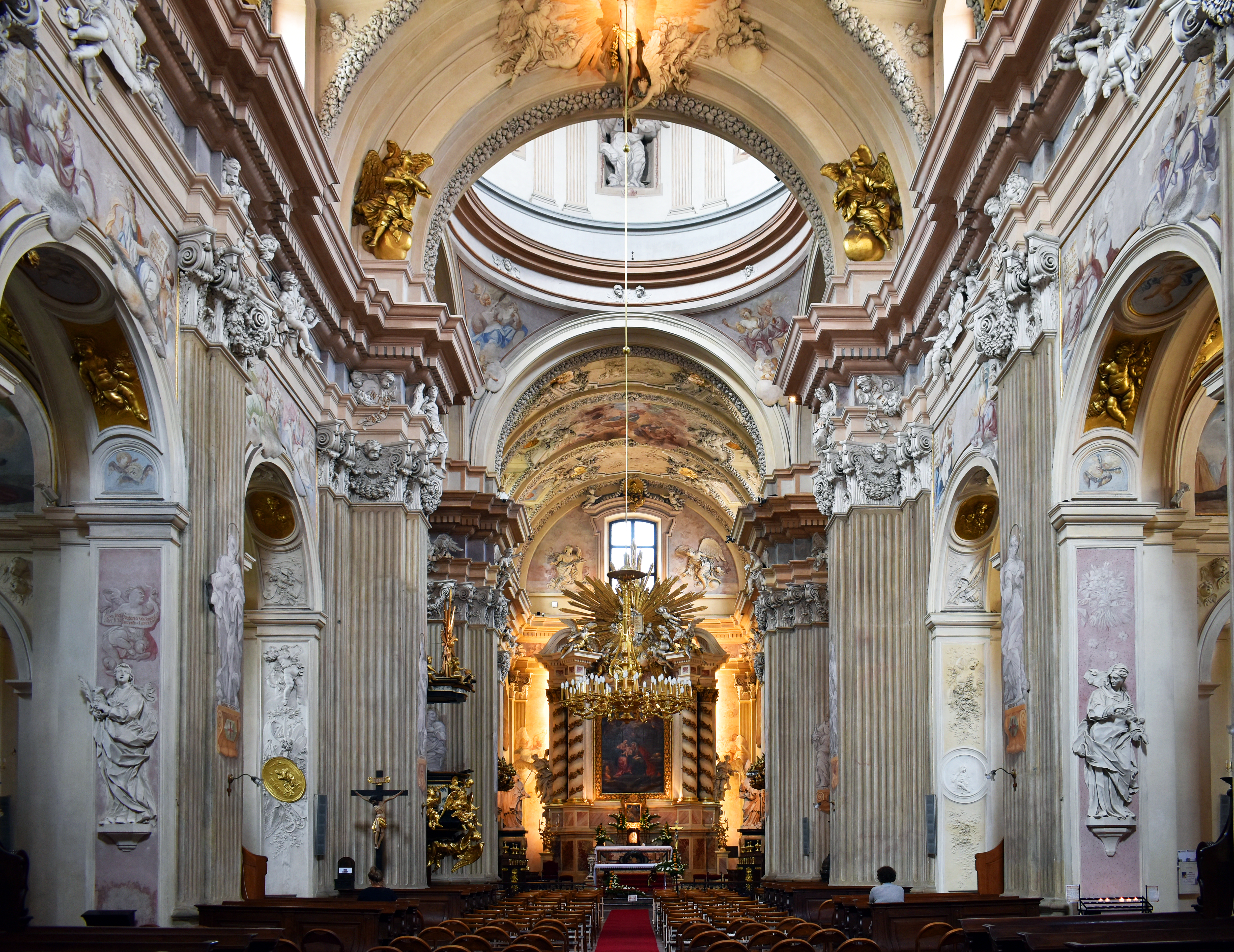
Wnętrze kościoła św. Anny w Krakowie

Działalność Piskorskiego znacząco wpłynęła na sztukę Krakowa i Małopolski przełomu XVII i XVIII, mimo iż nie był on praktykującym artystą ani profesjonalnym architektem. Udało mu się jednak spopularyzować nowe ambitne rozwiązania artystyczne o genezie rzymskiej, zaangażować w Krakowie wybitnych artystów zagranicznych (m.in. Baltazara Fontanę i Karola Dankwarta), a także zrealizować szereg złożonych dzieł sztuki o niezwykle ambitnych treściach ideowych. Ich charakterystyczną cechą jest wyjątkowe zwielokrotnienie symbolicznych form słowno-obrazowych oraz wykorzystanie naturalnego światła, padającego na wybrany element budowli w dni około konkretnej, związanej z nim daty, w sposób nieznany w innych budowli nowożytnych.

### Dzieła literackie
- Virens lauretum, ex quo decrepta adolescente autumno maturae virtutis laureas ingenius VIII adolescentibus primae in artibus et philosophia laureae candidatis per [...] Stanislaum Jodłowski [...] Phoebus in celeberrimo Academiae Cracoviensis Parnasso dat et donat [...], Cracoviae 1660.
- Gratulatio [...] Nicolao Oborski [...] ad Diem Festum Gloriosissimi Patroni Sui [...], Cracoviae 1660.
- Auspicium in solemni [...] Adalbertui Łancucki [...] in generalem Almae Universitatis Cracoviensis rectorem renuntiatione a gratulantibus Parnasi Academici Musis eiusdem universitat celeberrimae feliciter praedictum et ex solistismis pieridum turpidis observatum, Cracoviae 1661.
- Argo sarmatica quam sub auspiciis [...] Andreae Trzebicki [...] cum XXII viris secundae laureae candidatis [...] Stanislaus Iurkowski [...] in portu novae in Orbe Arctoo Colchidis Academiae Cracoviensis constituit, Cracoviae 1664.
- Aquilla renovans iuventutem suam, quam in funere [...] Ioannis Fugaszowic, ecclesiae parochialis in Radzieszovv erectoris et annis 40 circiter pastoris vigilantissimi e busto proprio in sublime evolantem lugubri profectus est naenia, Cracoviae 1664.
- Circenses celeberrimo Wierzboviano circo, dum [...] Stephanus Wierzbowski [...] Episcopus Posnaniensis auspicato cathedram suam ingrederetur, Phoebi quadrigis comissi, Cracoviae 1665.
- Basilicus iactus in primi lapidis positione. Dum generosus et magnificus Dominus D. Franciscus in Słupow Szembek, Notarius Terrestris Palatinatus Cracovien[sis] etc. novam aedem S. Casimiro Poloniae Principi et Patrono, intra moenia Cracoviae, ad Conventum Fratrum Minorum Strictioris Observantiae, exstrueret, Cracoviae 1666.
- Oratio ad serenissimum Poloniarum Principem Iacobum, Cracoviae 1683
- Wesołe uraczenie Chrystusa. Sztuka Ryby pieczonej i plastr miodu, Kraków 1686.
- (przekład) Żywoty Ojców, abo dzieje duchowne powieści starców, zakonników, pustelników wschodnich, przez s. Hieronima, i inszych pisane [...] Staraniem i nakładem [...] Katarzyny z Sobieszyna Xiężny Radziwiłowej [...] od X. M. Sebastiana Piskorskiego [...] na polski język przetłumaczone i do druku podane, Kraków 1688; tu m.in. Historia budująca, czyli żywot świętych Barlaama pustelnika i Jozafata, króla indyjskiego; tekst polski Historii.., wyd. krytyczne J. Janów pt. "Żywot Barlaama i Jozafata", Lwów 1935, Zabytki Piśmiennictwa Polskiego, t. 6; (Vitae patrum, przypisywane św. Hieronimowi, tłumacz korzystał z edycji lugduńskiej z 1512 i edycji Rosweyde'a z 1618 lub 1628)
- Błogosławiona Kunegunda panna królewna węgierska, monarchini polska, panien zakonnych ś[więtej] Klary w Starym Sandcu fundatorka i xieni [...], Kraków 1691.
- Flores Vitae B. Salomeae virginis, pincipis Poloniae, reginae Haliciae, Ordinis S. Clarae primae in Polonia fundatricis, iconibus, hierogliphicis, lemmatis, epigrammatibus explicatius vernantes, Cracoviae 1691.
- Kazanie na pogrzebie [...] Jana z Małachowic Małachowskiego, biskupa krakowskiego [...], Kraków 1699.
- Kazania na dni Pańskie, na uroczystości Bogarodzice Panny Niepokalanie Poczętey, na święta osobliwe Sług Pańskich, w różnych kościołach odprawione, a dla duchownego pożytku pobożnemu czytelnikowi zostawione, Kraków 1706.
- Błogosławiona Kunegunda panna, królewna węgierska, monarchini polska, Kraków 1684, drukarnia Akademicka, wyd. następne: Kraków 1691
- Flores vitae B. Salomeae virginis, principis Poloniae, reginae Haliciae, ordinis S. Clarae primae in Polonia fundatricis, Kraków 1691, drukarnia Akademicka, (zawiera od karty Hy – osobne dzieło pt. Flosculi Sacrae Eremi, B. Salomeae virginis... – dokładny opis pustelni między Ojcowem a Pieskową Skałą w jęz. polskim i łacińskim); wyd. następne: Kraków 1734 (tu także Flosculi...); Warszawa 1735 (druk identyczny z edycją 1734)
- Kazania na Dni Pańskie, Kraków 1706, drukarnia Akademicka

### Prace naukowe
- Quaestio physica de generatione substantiali, Cracoviae 1668.
- Quaestio iuridica de foro et poenis saecularium in criminibus mixti fori, Cracoviae 1672.
- Quaestio iuridica de successione legitima, Cracoviae 1683.